# Summer Days (Martin Garrix)
Summer Days è un singolo del disc jockey olandese Martin Garrix, pubblicato il 25 aprile 2019 su etichette discografiche Stmpd Rcrds, Epic Amsterdam e Sony Netherlands.
Il brano vede la partecipazione del rapper statunitense Macklemore e del cantante Patrick Stump dei Fall Out Boy.

## Pubblicazione
Il 15 marzo 2019 prima del suo show di chiusura al Tomorrowland Winter, Garrix in un'intervista, ha annunciato che tra aprile e maggio avrebbe pubblicato un singolo in collaborazione con un rapper ed un cantante, aggiungendo anche che la canzone ha un mood estivo ed è diverso come stile e dagli altri suoi brani. 
Il 20 aprile 2019, Garrix, Macklemore e Stump hanno condiviso contemporaneamente una foto con la didascalia «"I got this feeling on a Summer Day"» sui rispettivi social media. La collaborazione fu ufficialmente confermata da Garrix due giorni dopo. Garrix ha anticipato l'uscita del singolo pubblicando uno snippet della canzone. Kat Bein di Billboard ha descritto la collaborazione come "un incrocio tra generi diversi".

## Tracce
Testi di Benjamin Hammond Haggerty, Martijn Garritsen, Brian Lee, Jaramye Daniels, musiche di Martijn Garritsen.
1. Summer Days – 2:43

## Classifiche

### Classifiche settimanali
| Classifica (2019) | Posizione massima |
| ----------------- | ----------------- |
| Australia         | 47                |
| Austria           | 13                |
| Belgio (Fiandre)  | 19                |
| Belgio (Vallonia) | 10                |
| Canada            | 37                |
| Corea del Sud     | 142               |
| Finlandia         | 37                |
| Francia           | 26                |
| Germania          | 24                |
| Grecia            | 19                |
| Irlanda           | 8                 |
| Italia            | 98                |
| Lettonia          | 7                 |
| Lituania          | 6                 |
| Lussemburgo       | 8                 |
| Norvegia          | 15                |
| Paesi Bassi       | 14                |
| Polonia           | 62                |
| Portogallo        | 62                |
| Regno Unito       | 26                |
| Repubblica Ceca   | 21                |
| Slovacchia        | 5                 |
| Slovenia          | 24                |
| Stati Uniti       | 100               |
| Svezia            | 34                |
| Svizzera          | 22                |
| Ucraina           | 8                 |
| Ungheria          | 32                |

### Classifiche di fine anno
| Classifica (2019) | Posizione |
| ----------------- | --------- |
| Austria           | 54        |
| Belgio (Fiandre)  | 67        |
| Belgio (Vallonia) | 64        |
| Canada            | 94        |
| Francia           | 107       |
| Germania          | 95        |
| Lettonia          | 41        |
| Paesi Bassi       | 51        |
| Portogallo        | 212       |
| Svizzera          | 61        |